# Refuge Bassetta
Il refuge Bassetta è un rifugio alpino situato a 1.360 metri d'altezza nel comune di Zicavo, in Corsica, nella valle del Taravo ai piedi del monte Occhiato (1.752 m).